# Markéta Skulesdatter
Markéta Skulesdatter nebo také Skúladóttir (1208–1270) byla norská královna, manželka Haakona IV a majitelka iluminovaného žaltáře.

## Život
Markéta byla dcerou jarla Skule Bårdssona a jeho manželky Ragnhildy. Manželství uzavřené v roce 1225 vzniklo kvůli zmírnění napětí mezi králem a jejím otcem. V roce 1239 však konflikt mezi jejím otcem a manželem přerostl v otevřenou válku, když se Skule v Nidarosu prohlásil králem. Vzpoura skončila v roce 1240, když byl Skule zabit královými muži. V roce 1263 Markéta ovdověla. Svého manžela přežila o sedm let.

## Potomci
- Olaf (1226–?), zemřel jako dítě;
- Haakon (Haakon Mladší) (1232–1257). Byl svým otcem designován jako spoluvládce Norska v roce 1239. Zemřel dříve než jeho otec.
- Kristina (1234–1262). Manželka kastilského infanta Filipa. Zemřela bezdětná.
- Magnus (1238–1280). Norský král v letech 1261–1280.